# Parafia Matki Bożej Różańcowej w Chrzanowie
Parafia Matki Bożej Różańcowej w Chrzanowie – rzymskokatolicka parafia znajdująca się w Chrzanowie, na osiedlu Północ–Tysiąclecie. Parafia należy do archidiecezji krakowskiej i dekanatu Chrzanów.
Parafia liczy ponad 15 tysięcy wiernych, mieszkających na osiedlach Północ–Tysiąclecie oraz Niepodległości.

## Historia
Starania o możliwość budowy kościoła dla północnej części dotychczasowej parafii św. Mikołaja trwały od 1957 r., jednak pozwolenie uzyskano dopiero 7 października 1980 r. (dokładnie w święto Matki Bożej Różańcowej), gdy parafia liczyła już 28 tysięcy mieszkańców. W 1981 r. ogrodzono parcelę, a prace budowlane rozpoczęto w 1983 r. Projekty kościoła opracowali Jerzy Kubica, Andrzej Gałkowski i Krzysztof Machnica. Nad budową ze strony parafii św. Mikołaja czuwał ks. prałat Zbigniew Mońko, a ze strony nowo tworzonej parafii ks. Wojciech Bryja. Kamień węgielny, poświęcony przez Jana Pawła II na Błoniach w Krakowie 23 czerwca 1983 r., został 6 października 1985 r. wmurowany przez ks. kardynała Franciszka Macharskiego, który także konsekrował kościół 14 października 2000 r.
Na terenie parafii znajduje się Dom Sióstr Służebniczek Starowiejskich.

## Grupy parafialne
W parafii działają następujące grupy: Akcja Katolicka, Rada Duszpasterska, Róże Różańcowe, Honorowa Straż NSPJ, Grupa Odnowy w Duchu Świętym, Grupa AA, Oaza Rodzin, Pomocnicy Maryi – Matki Kościoła, Grupa Apostolska, chór parafialny,  ministranci, lektorzy i schola dziecięca.